# The Brazilian
«The Brazilian» es una canción pop instrumental compuesta e interpretada por el grupo inglés Genesis e incluida como tema final del álbum Invisible Touch, publicado por "Charisma Records" y "Virgin Records" en 1986. Se trata de una canción basada en el empleo de sintetizadores por parte de Tony Banks y es una fusión de rock progresivo y música pop. A su vez, «The Brazilian» fue nominado al premio Grammy como "Mejor Tema Instrumental" de dicho año.

## Intérpretes
- Tony Banks: sintetizadores, bajo sintetizado, compositor y productor.
- Phil Collins: batería, percusión, compositor y productor.
- Mike Rutherford: guitarra, bajo, compositor y productor.
- Hugh Padgham: productor e ingeniero de grabación.

## Apariciones en series y películas
- En 1986, «The Brazilian» fue incluido en la banda sonora de la película de animación Cuando el viento sopla, dirigida por Jimmy Murakami y basada en el libro homónimo de Raymond Briggs.
- En 1988, la canción fue incluida en un episodio de la serie televisiva Magnum P.I., protagonizada por Tom Selleck.